# Campionato FIA di Formula 3 2021
Il Campionato FIA di Formula 3 2021 è stata la terza edizione di questo campionato, creato dalla fusione della GP3 Series e della F3 europea. È iniziata l'8 maggio a Montmeló e, dopo 7 weekend di gara, si è conclusa il 26 settembre a Sochi, per un totale di 21 gare.

## La Prestagione

### Calendario
Il calendario di F3 per il 2021 è stato svelato il 10 novembre 2020, con l'aggiunta per la prima volta di una gara extraeuropea, da svolgere sul Circuito delle Americhe ad Austin. Il 4 settembre viene deciso di sostituire la trasferta di Austin con il circuito russo di Soči dove si ritorna a correre insieme alla Formula 2
| Gara | Gara | Circuito                                 | Giri | Lunghezza                  | Data         | Ora   | Supporto                    |
| ---- | ---- | ---------------------------------------- | ---- | -------------------------- | ------------ | ----- | --------------------------- |
| 1    | G1   | Circuito di Catalogna, Montmeló          | 22   | 22 × 4,655 km = 102,410 km | 8 maggio     | 10:35 | Gran Premio di Spagna 2021  |
| 1    | G2   | Circuito di Catalogna, Montmeló          | 22   | 22 × 4,655 km = 102,410 km | 8 maggio     | 16:45 | Gran Premio di Spagna 2021  |
| 1    | G3   | Circuito di Catalogna, Montmeló          | 22   | 22 × 4,655 km = 102,410 km | 9 maggio     | 12:05 | Gran Premio di Spagna 2021  |
| 2    | G1   | Circuito Paul Ricard, Le Castellet       | 20   | 20 × 5,842 km = 116,840 km | 19 giugno    | 10:10 | Gran Premio di Francia 2021 |
| 2    | G2   | Circuito Paul Ricard, Le Castellet       | 20   | 20 × 5,842 km = 116,840 km | 19 giugno    | 16:40 | Gran Premio di Francia 2021 |
| 2    | G3   | Circuito Paul Ricard, Le Castellet       | 20   | 20 × 5,842 km = 116,840 km | 20 giugno    | 11:40 | Gran Premio di Francia 2021 |
| 3    | G1   | Red Bull Ring, Spielberg bei Knittelfeld | 24   | 24 × 4,318 km = 103,632 km | 3 luglio     | 10:35 | Gran Premio d'Austria 2021  |
| 3    | G2   | Red Bull Ring, Spielberg bei Knittelfeld | 24   | 24 × 4,318 km = 103,632 km | 3 luglio     | 17:30 | Gran Premio d'Austria 2021  |
| 3    | G3   | Red Bull Ring, Spielberg bei Knittelfeld | 24   | 24 × 4,318 km = 103,632 km | 4 luglio     | 10:15 | Gran Premio d'Austria 2021  |
| 4    | G1   | Hungaroring, Mogyoród                    | 22   | 22 × 4,381 km = 96,382 km  | 31 luglio    | 10:35 | Gran Premio d'Ungheria 2021 |
| 4    | G2   | Hungaroring, Mogyoród                    | 22   | 22 × 4,381 km = 96,382 km  | 31 luglio    | 17:55 | Gran Premio d'Ungheria 2021 |
| 4    | G3   | Hungaroring, Mogyoród                    | 22   | 22 × 4,381 km = 96,382 km  | 1 agosto     | 10:45 | Gran Premio d'Ungheria 2021 |
| 5    | G1   | Circuito di Spa-Francorchamps, Stavelot  | 17   | 17 × 7,004 km = 119,068 km | 28 agosto    | 10:55 | Gran Premio del Belgio 2021 |
| 5    | G2   | Circuito di Spa-Francorchamps, Stavelot  | 17   | 17 × 7,004 km = 119,068 km | 28 agosto    | 18:50 | Gran Premio del Belgio 2021 |
| 5    | G3   | Circuito di Spa-Francorchamps, Stavelot  | 17   | 17 × 7,004 km = 119,068 km | 29 agosto    | 10:40 | Gran Premio del Belgio 2021 |
| 6    | G1   | Circuito di Zandvoort, Zandvoort         | 24   | 24 × 4,259 km = 102,216 km | 4 settembre  | 10:35 | Gran Premio d'Olanda 2021   |
| 6    | G2   | Circuito di Zandvoort, Zandvoort         | 24   | 24 × 4,259 km = 102,216 km | 4 settembre  | 17:50 | Gran Premio d'Olanda 2021   |
| 6    | G3   | Circuito di Zandvoort, Zandvoort         | 24   | 24 × 4,259 km = 102,216 km | 5 settembre  | 10:40 | Gran Premio d'Olanda 2021   |
| 7    | G1   | Autodromo di Soči, Soči                  | 20   | 20 × 5,848 km = 116,960 km | 24 settembre | 16:20 | Gran Premio di Russia 2021  |
| 7    | G2   | Autodromo di Soči, Soči                  | 20   | 20 × 5,848 km = 116,960 km | 25 settembre | CANC. | Gran Premio di Russia 2021  |
| 7    | G3   | Autodromo di Soči, Soči                  | 20   | 20 × 5,848 km = 116,960 km | 26 settembre | 08:55 | Gran Premio di Russia 2021  |

### Test
Il 17 dicembre vengono ufficializzati i test per i piloti di F3, in seguito i test a Montmeló vengono posticipati ai giorni 21 e 22 Aprile.
| Circuito              | Data                 | Pilota più veloce | Team              | Tempo    | Giri |
| --------------------- | -------------------- | ----------------- | ----------------- | -------- | ---- |
| Red Bull Ring         | 3 aprile (1º turno)  | Clément Novalak   | Trident           | 1'19"162 | 26   |
| Red Bull Ring         | 3 aprile (2º turno)  | Aleksandr Smoljar | ART Grand Prix    | 1'18"894 | 50   |
| Red Bull Ring         | 4 aprile (1º turno)  | Calan Williams    | Jenzer Motorsport | 1'18"836 | 30   |
| Red Bull Ring         | 4 aprile (2º turno)  | Caio Collet       | MP Motorsport     | 1'18"592 | 57   |
| Circuito di Catalogna | 21 Aprile (1º turno) | Jak Crawford      | Hitech Grand Prix | 1'33"674 | 41   |
| Circuito di Catalogna | 21 Aprile (2º turno) | Victor Martins    | MP Motorsport     | 1'31"743 | 50   |
| Circuito di Catalogna | 22 Aprile (1º turno) | Victor Martins    | MP Motorsport     | 1'31"636 | 35   |
| Circuito di Catalogna | 22 Aprile (2º turno) | Calan Williams    | Jenzer Motorsport | 1'32"518 | 31   |
| Circuito di Jerez     | 12 Maggio (1º turno) | Jack Doohan       | Trident           | 1'29"625 | 18   |
| Circuito di Jerez     | 12 Maggio (2º turno) | Jack Doohan       | Trident           | 1'30"605 | 22   |
| Circuito di Jerez     | 13 Maggio (1º turno) | Clément Novalak   | Trident           | 1'28"677 | 29   |
| Circuito di Jerez     | 13 Maggio (2º turno) | Ayumu Iwasa       | Hitech Grand Prix | 1'29"884 | 35   |

## Piloti e squadre
Il 15 dicembre la Prema Racing ufficializza Arthur Leclerc, fratello minore del pilota di F1 Charles, per la stagione 2021; il giorno 28 dello stesso mese la scuderia italiana annuncia come secondo pilota il norvegese Dennis Hauger proveniente dalla Hitech Grand Prix e il 15 gennaio completa il suo schieramento con Olli Caldwell. Il 18 dicembre il pilota italiano Matteo Nannini viene ufficializzato dalla HWA Racelab. In seguito il team ingaggia anche Rafael Villagómez e completa il suo schieramento con Oliver Rasmussen. La Jenzer Motorsport conferma Calan Williams per una seconda stagione e ingaggia Pierre-Louis Chovet e Filip Ugran.
L'Academy Red Bull annuncia che, quest'anno, nella categoria saranno presenti 5 dei loro piloti: oltre ad Hauger, anche Jack Doohan, ed i debuttanti Jak Crawford, Jonny Edgar ed Ayumu Iwasa. Hitech Grand Prix oltre ai due piloti della Academy Red Bull, Ayumu Iwasa e Jak Crawford completa la sua line-up con Roman Staněk.
Il 19 gennaio ART Grand Prix annuncia Frederik Vesti e Aleksandr Smoljar come loro piloti per la stagione 2021. Il 1º febbraio completa la line-up annunciando Juan Manuel Correa, al suo ritorno alle competizioni dopo l'incidente a Spa nel 2019.
Il 4 febbraio la Campos Racing annuncia il giovane pilota belga Amaury Cordeel, e il giorno dopo l'italiano Lorenzo Colombo, Il 24 marzo il team spagnolo ufficializza il pilota ungherese László Tóth.
La Trident annuncia David Schumacher, al suo secondo anno nella categoria, e Clément Novalak. Il 9 febbraio la Carlin Buzz Racing annuncia Ido Cohen come loro pilota insieme a Jonny Edgar.
Il giorno seguente la MP Motorsport annuncia Victor Martins e Caio Collet. Successivamente completa la sua formazione di piloti con l'olandese Tijmen van der Helm.
Il 4 marzo la Charouz Racing System annuncia il francese Reshad De Gerus. Il 31 marzo la Carlin Buzz Racing completa la sua line-up con Kaylen Frederick, vincitore l'anno precedente del Campionato di Formula 3 britannica. Il 4 maggio la Charouz annuncia gli ultimi piloti dello schieramento, ovvero Logan Sargeant terzo lo scorso anno con la Prema e Enzo Fittipaldi che la stagione precedente ha corso con HWA Racelab.
Il 10 giugno viene annunciato che il pilota della Jenzer Motorsport, Pierre-Louis Chovet viene sostituito da Johnathan Hoggard per il round del Paul Ricard. Anche László Tóth, pilota della Campos è costretto a saltare il round del Paul Ricard a causa della positività al Covid-19, viene sostituito da Pierre-Louis Chovet. 
Per il quarto round della stagione, Jake Hughes viene chiamato dal team Carlin per sostituire l'infortunato Kaylen Frederick. 
Prima delle tre gare sul Circuito di Spa-Francorchamps il team Charouz Racing System sostituisce De Gerus e Fittipaldi con due esordienti nella categoria, Zdeněk Chovanec e Hunter Yeany. Mentre Kaylen Frederick è risultato positivo al COVID-19 e di conseguenza salterà il weekend di Spa. 
Per il round finale a Soči il team Charouz sostituisce Hunter Yeany con il britannico Ayrton Simmons.

### Tabella riassuntiva
| Team                  | Nº | Pilota              | Weekend di gare | Stato |
| --------------------- | -- | ------------------- | --------------- | ----- |
| Prema Racing          | 1  | Dennis Hauger       | Tutti           |       |
| Prema Racing          | 2  | Arthur Leclerc      | Tutti           | R     |
| Prema Racing          | 3  | Olli Caldwell       | Tutti           |       |
| Trident               | 4  | Jack Doohan         | Tutti           |       |
| Trident               | 5  | Clément Novalak     | Tutti           |       |
| Trident               | 6  | David Schumacher    | Tutti           |       |
| ART Grand Prix        | 7  | Aleksandr Smoljar   | Tutti           |       |
| ART Grand Prix        | 8  | Frederik Vesti      | Tutti           |       |
| ART Grand Prix        | 9  | Juan Manuel Correa  | Tutti           |       |
| Hitech Grand Prix     | 10 | Jak Crawford        | Tutti           | R     |
| Hitech Grand Prix     | 11 | Ayumu Iwasa         | Tutti           | R     |
| Hitech Grand Prix     | 12 | Roman Staněk        | Tutti           |       |
| HWA Racelab           | 14 | Matteo Nannini      | Tutti           |       |
| HWA Racelab           | 15 | Oliver Rasmussen    | Tutti           | R     |
| HWA Racelab           | 16 | Rafael Villagómez   | Tutti           | R     |
| MP Motorsport         | 17 | Victor Martins      | Tutti           | R     |
| MP Motorsport         | 18 | Caio Collet         | Tutti           | R     |
| MP Motorsport         | 19 | Tijmen van der Helm | Tutti           | R     |
| Campos Racing         | 20 | László Tóth         | 1,3-7           | R     |
| Campos Racing         | 20 | Pierre-Louis Chovet | 2               |       |
| Campos Racing         | 21 | Lorenzo Colombo     | Tutti           | R     |
| Campos Racing         | 22 | Amaury Cordeel      | Tutti           | R     |
| Carlin Buzz Racing    | 23 | Ido Cohen           | Tutti           | R     |
| Carlin Buzz Racing    | 24 | Kaylen Frederick    | 1-3, 6-7        | R     |
| Carlin Buzz Racing    | 24 | Jake Hughes         | 4               |       |
| Carlin Buzz Racing    | 25 | Jonny Edgar         | Tutti           | R     |
| Jenzer Motorsport     | 26 | Calan Williams      | Tutti           |       |
| Jenzer Motorsport     | 27 | Pierre-Louis Chovet | 1               |       |
| Jenzer Motorsport     | 27 | Johnathan Hoggard   | 2-7             | R     |
| Jenzer Motorsport     | 28 | Filip Ugran         | Tutti           | R     |
| Charouz Racing System | 29 | Logan Sargeant      | Tutti           |       |
| Charouz Racing System | 30 | Enzo Fittipaldi     | 1-4             |       |
| Charouz Racing System | 30 | Hunter Yeany        | 5-6             | R     |
| Charouz Racing System | 30 | Ayrton Simmons      | 7               | R     |
| Charouz Racing System | 31 | Reshad de Gerus     | 1-4             | R     |
| Charouz Racing System | 31 | Zdeněk Chovanec     | 5-7             | R     |

## Modifiche al regolamento
Da quest'anno, come succede anche per la F2, le gare per ogni weekend passano a 3, per ridurre i costi dovuti alla crisi del Coronavirus. Così facendo le due categorie non si incontreranno più negli stessi weekend. Le gare avranno tutte una durata di 40 minuti. Viene modificato il sistema di griglia di partenza per le gare del sabato: la griglia di Gara 1 sarà definita con l'inversione dei primi 12 classificati delle qualifiche del venerdì, mentre per Gara 2 si invertono i primi 12 classificati in Gara 1. La griglia di Gara 3 viene stabilita dalle qualifiche del venerdì. Rimane invariato il sistema di punteggio: in Gara 1 e Gara 2 i punti saranno distribuiti ai primi 10; al vincitore andranno sempre 15 punti, ma verranno assegnati 5 punti al sesto, 4 al settimo, 3 all'ottavo, 2 al nono e 1 al decimo.
Sistema di punteggio Gara 1 e Gara 2
I punti vengono assegnati ai primi 10, che partono a posizioni invertite rispetto alle qualifiche del venerdì e in base all'arrivo in Gara 1.
| Posizione | 1ª | 2ª | 3ª | 4ª | 5ª | 6ª | 7ª | 8ª | 9ª | 10ª | Giro veloce |
| Punti     | 15 | 12 | 10 | 8  | 6  | 5  | 4  | 3  | 2  | 1   | 2           |

Sistema di punteggio Gara 3
| Posizione | 1ª | 2ª | 3ª | 4ª | 5ª | 6ª | 7ª | 8ª | 9ª | 10ª | Pole | Giro veloce |
| Punti     | 25 | 18 | 15 | 12 | 10 | 8  | 6  | 4  | 2  | 1   | 4    | 2           |

## Risultati e classifiche
| Gara | Gara | Circuito          | Tempo                               | Velocità media                      | Pole position                       | Giro veloce                         | Pilota vincitore                    | Team vincitore                      | Resoconto |
| ---- | ---- | ----------------- | ----------------------------------- | ----------------------------------- | ----------------------------------- | ----------------------------------- | ----------------------------------- | ----------------------------------- | --------- |
| 1    | G1   | Montmeló          | 36'23"523                           | 161,524 km/h                        |                                     | Aleksandr Smoljar                   | Aleksandr Smoljar                   | ART Grand Prix                      | Resoconto |
| 1    | G2   | Montmeló          | 40'42"623                           | 151,397 km/h                        |                                     | Dennis Hauger                       | Olli Caldwell                       | Prema Racing                        | Resoconto |
| 1    | G3   | Montmeló          | 35'47"216                           | 172,225 km/h                        | Dennis Hauger                       | Dennis Hauger                       | Dennis Hauger                       | Prema Racing                        | Resoconto |
| 2    | G1   | Paul Ricard       | 38'26"581                           | 182,458 km/h                        |                                     | Jack Doohan                         | Aleksandr Smoljar                   | ART Grand Prix                      | Resoconto |
| 2    | G2   | Paul Ricard       | 37'46"891                           | 185,652 km/h                        |                                     | Victor Martins                      | Arthur Leclerc                      | Prema Racing                        | Resoconto |
| 2    | G3   | Paul Ricard       | 43'19"510                           | 161,897 km/h                        | Frederik Vesti                      | Reshad De Gerus                     | Jack Doohan                         | Trident                             | Resoconto |
| 3    | G1   | Red Bull Ring     | 33'39"140                           | 184,544 km/h                        |                                     | Dennis Hauger                       | Dennis Hauger                       | Prema Racing                        | Resoconto |
| 3    | G2   | Red Bull Ring     | 35'26"498                           | 175,227 km/h                        |                                     | Arthur Leclerc                      | David Schumacher                    | Trident                             | Resoconto |
| 3    | G3   | Red Bull Ring     | 36'17"937                           | 171,089 km/h                        | Dennis Hauger                       | Victor Martins                      | Frederik Vesti                      | ART Grand Prix                      | Resoconto |
| 4    | G1   | Hungaroring       | 36'10"923                           | 155,465 km/h                        |                                     | Lorenzo Colombo                     | Ayumu Iwasa                         | Hitech Grand Prix                   | Resoconto |
| 4    | G2   | Hungaroring       | 35'26"725                           | 163,082 km/h                        |                                     | Olli Caldwell                       | Matteo Nannini                      | HWA Racelab                         | Resoconto |
| 4    | G3   | Hungaroring       | 40'15"030                           | 130,552 km/h                        | Arthur Leclerc                      | Matteo Nannini                      | Dennis Hauger                       | Prema Racing                        | Resoconto |
| 5    | G1   | Spa-Francorchamps | 38'46"686                           | 162,363 km/h                        |                                     | Lorenzo Colombo                     | Lorenzo Colombo                     | Campos Racing                       | Resoconto |
| 5    | G2   | Spa-Francorchamps | 45'11"332                           | 148,629 km/h                        |                                     | Clément Novalak                     | Jack Doohan                         | Trident                             | Resoconto |
| 5    | G3   | Spa-Francorchamps | 33'52"417                           | 173,465 km/h                        | Jack Doohan                         | Victor Martins                      | Jack Doohan                         | Trident                             | Resoconto |
| 6    | G1   | Zandvoort         | 39'02"034                           | 157,025 km/h                        |                                     | Aleksandr Smoljar                   | Arthur Leclerc                      | Prema Racing                        | Resoconto |
| 6    | G2   | Zandvoort         | 38'43"058                           | 158,307 km/h                        |                                     | Victor Martins                      | Victor Martins                      | MP Motorsport                       | Resoconto |
| 6    | G3   | Zandvoort         | 35'47"901                           | 171,217 km/h                        | Dennis Hauger                       | Dennis Hauger                       | Dennis Hauger                       | Prema Racing                        | Resoconto |
| 7    | G1   | Sochi             | 39'23"780                           | 177,825 km/h                        |                                     | Clément Novalak                     | Logan Sargeant                      | Charouz Racing System               | Resoconto |
| 7    | G2   | Sochi             | Cancellata per pioggia troppo forte | Cancellata per pioggia troppo forte | Cancellata per pioggia troppo forte | Cancellata per pioggia troppo forte | Cancellata per pioggia troppo forte | Cancellata per pioggia troppo forte | Resoconto |
| 7    | G3   | Sochi             | 39'00"001                           | 179,632 km/h                        | Jack Doohan                         | Arthur Leclerc                      | Jack Doohan                         | Trident                             | Resoconto |

### Classifica piloti
| Pos. | Piloti                | CAT | CAT | CAT | LEC | LEC | LEC | RBR | RBR | RBR | HUN | HUN | HUN | SPA | SPA | SPA | ZAN | ZAN | ZAN | SOC | SOC | SOC | Punti |
| ---- | --------------------- | --- | --- | --- | --- | --- | --- | --- | --- | --- | --- | --- | --- | --- | --- | --- | --- | --- | --- | --- | --- | --- | ----- |
| 1    | Dennis Hauger         | 8   | 25  | 1   | 9   | 2   | 2   | 1   | 3   | 2   | 5   | 5   | 1   | 14  | 9   | 8   | 7   | Rit | 1   | 2   | C   | 24  | 205   |
| 2    | Jack Doohan           | 17  | 8   | 2   | 7   | 5   | 1   | 3   | 7   | 27  | 9   | 13  | 3   | 12  | 1   | 1   | 6   | 18  | 4   | 15  | C   | 1   | 179   |
| 3    | Clément Novalak       | 2   | 4   | 6   | 5   | 6   | 5   | Rit | 13  | Rit | 4   | 8   | 5   | 7   | 5   | 5   | 11  | 2   | 2   | 4   | C   | 3   | 147   |
| 4    | Frederik Vesti        | 7   | 3   | 7   | 15  | 10  | 6   | 7   | 2   | 1   | Rit | 16  | 7   | 4   | 6   | 6   | 9   | 3   | 8   | 8   | C   | 2   | 138   |
| 5    | Victor Martins R      | 9   | 2   | 5   | 2   | 3   | 4   | 5   | 26  | 24  | 15  | 25  | 27  | 5   | 7   | 2   | 8   | 1   | 10  | 3   | C   | 8   | 131   |
| 6    | Aleksandr Smoljar     | 1   | Rit | 11  | 1   | 7   | 8   | 14  | 25  | 4   | 6   | 4   | 6   | 10  | 8   | 3   | 24  | 14  | 3   | 22  | C   | 23  | 107   |
| 7    | Logan Sargeant        | 4   | Rit | 9   | 4   | 12  | Rit | 15  | Rit | 8   | 3   | 9   | 10  | 8   | 3   | 7   | 2   | 10  | 6   | 1   | C   | 4   | 102   |
| 8    | Olli Caldwell         | 6   | 1   | 4   | 10  | 4   | Rit | 2   | 9   | 3   | 2   | 29  | 8   | 16  | 15  | 11  | 10  | 6   | 14  | 17  | C   | 10  | 93    |
| 9    | Caio Collet R         | 3   | 5   | 8   | 13  | Rit | 3   | 17  | 17  | 7   | 20  | 12  | 16  | 9   | 4   | 4   | 5   | 4   | 5   | 5   | C   | Rit | 93    |
| 10   | Arthur Leclerc R      | 28  | 24  | 13  | 12  | 1   | 13  | Rit | 6   | Rit | 13  | 11  | 2   | 13  | 10  | 10  | 1   | 7   | 9   | 7   | C   | 7   | 77    |
| 11   | David Schumacher      | 11  | Rit | 12  | 16  | 11  | 27  | 12  | 1   | 11  | 8   | 6   | 4   | 11  | 2   | 9   | 14  | 5   | Rit | 14  | C   | 15  | 55    |
| 12   | Ayumu Iwasa R         | 14  | 7   | 15  | 8   | 9   | 7   | SQ  | 14  | 6   | 1   | 10  | 12  | 15  | 11  | 13  | 3   | Rit | 11  | 10  | C   | 9   | 52    |
| 13   | Jak Crawford R        | 13  | 9   | 18  | 11  | 14  | 10  | 8   | Rit | 26  | 26  | 20  | 15  | 2   | 12  | 12  | 4   | 8   | 7   | 11  | C   | 5   | 45    |
| 14   | Matteo Nannini        | 10  | Rit | 3   | 23  | 13  | 20  | 13  | 12  | 5   | 10  | 1   | 25  | 19  | Rit | 26  | 17  | 9   | 28  | 16  | C   | 17  | 44    |
| 15   | Lorenzo Colombo R     | 23  | 22  | 29  | 14  | 20  | 19  | 25  | 19  | 13  | 7   | 7   | 11  | 1   | 14  | 14  | 13  | Rit | 17  | 6   | C   | Rit | 32    |
| 16   | Roman Staněk          | 16  | 12  | 10  | 26  | 19  | 15  | 16  | 4   | 12  | 11  | 3   | 23  | 3   | 13  | 15  | 27  | 15  | 13  | 13  | C   | 26  | 29    |
| 17   | Enzo Fittipaldi       | 12  | Rit | 19  | 21  | 17  | 11  | 4   | 8   | 15  | 12  | 2   | 9   |     |     |     |     |     |     |     |     |     | 25    |
| 18   | Jonny Edgar R         | 5   | 6   | 16  | 28  | 23  | 14  | 6   | 5   | 10  | Rit | 26  | Rit | 21  | 17  | 19  | 19  | 25  | 15  | 18  | C   | 14  | 23    |
| 19   | Calan Williams        | 18  | 11  | 21  | 3   | 8   | 12  | 16  | 15  | 9   | 17  | 24  | 11  | 24  | Rit | 18  | 16  | 22  | 18  | 19  | C   | 12  | 15    |
| 20   | Johnathan Hoggard R   |     |     |     | Rit | 26  | 18  | 18  | 10  | 25  | 22  | 22  | 18  | 6   | 25  | 16  | Rit | 19  | 20  | 12  | C   | 6   | 14    |
| 21   | Juan Manuel Correa    | 15  | 10  | 14  | 6   | 16  | 9   | 10  | 24  | 14  | 14  | 14  | 14  | 22  | 18  | 21  | 28  | 17  | 27  | 9   | C   | 11  | 11    |
| 22   | Kaylen Frederick R    | 22  | 17  | 30  | 20  | 22  | 17  | 9   | Rit | NP  |     |     |     |     |     |     | 20  | 11  | 21  | 23  | C   | 13  | 2     |
| 23   | Amaury Cordeel R      | 26  | 16  | 25  | 27  | 24  | 25  | 22  | 11  | 18  | 19  | Rit | 26  | 17  | Rit | Rit | 23  | Rit | 12  | 21  | C   | 16  | 0     |
| 24   | Ido Cohen R           | 29  | 20  | 22  | 22  | Rit | 24  | Rit | 20  | 16  | Rit | 27  | Rit | Rit | 20  | 20  | 12  | Rit | 16  | 27  | C   | Rit | 0     |
| 25   | Oliver Rasmussen R    | Rit | 19  | 17  | 17  | 21  | 22  | 26  | 16  | 22  | 18  | 28  | 20  | 20  | 21  | 17  | 18  | 12  | 26  | Rit | C   | 25  | 0     |
| 26   | Tijmen van der Helm R | 21  | 15  | 20  | 29  | 18  | 16  | 13  | Rit | 20  | 21  | 15  | 19  | 23  | 16  | 22  | 21  | 21  | Rit | Rit | C   | 18  | 0     |
| 27   | Jake Hughes           |     |     |     |     |     |     |     |     |     | 16  | 17  | 13  |     |     |     |     |     |     |     |     |     | 0     |
| 28   | Reshad de Gerus R     | 20  | 13  | 23  | 19  | 25  | 21  | 20  | 23  | 17  | 24  | 18  | 20  |     |     |     |     |     |     |     |     |     | 0     |
| 29   | Rafael Villagómez R   | 19  | 18  | 28  | 25  | 27  | 23  | 21  | 18  | 19  | 23  | 21  | 24  | 27  | 24  | Rit | 22  | 13  | 25  | 20  | C   | Rit | 0     |
| 30   | Pierre-Louis Chovet   | 24  | 14  | 24  | 18  | 15  | Rit |     |     |     |     |     |     |     |     |     |     |     |     |     |     |     | 0     |
| 31   | Filip Ugran R         | 25  | 21  | 27  | 24  | 28  | 26  | 24  | 22  | 23  | 25  | 19  | 22  | Rit | 19  | 25  | 15  | 24  | 19  | 25  | C   | 19  | 0     |
| 32   | László Tóth R         | 27  | 23  | 26  |     |     |     | 19  | 21  | 21  | 27  | 23  | Rit | 25  | 22  | 23  | 25  | 16  | 24  | Rit | C   | 22  | 0     |
| 33   | Hunter Yeany R        |     |     |     |     |     |     |     |     |     |     |     |     | 18  | 26  | Rit | Rit | 23  | 22  |     |     |     | 0     |
| 34   | Zdeněk Chovanek R     |     |     |     |     |     |     |     |     |     |     |     |     | 26  | 23  | 24  | 26  | 20  | 23  | 26  | C   | 20  | 0     |
| 35   | Ayrton Simmons R      |     |     |     |     |     |     |     |     |     |     |     |     |     |     |     |     |     |     | 24  | C   | 21  | 0     |
| Pos. | Pilota                | CAT | CAT | CAT | LEC | LEC | LEC | RBR | RBR | RBR | HUN | HUN | HUN | SPA | SPA | SPA | ZAN | ZAN | ZAN | SOC | SOC | SOC | Punti |

| Legenda | Grassetto – Pole position Corsivo – Giro più veloce | 1º posto     | 2º posto | 3º posto    | A punti         | Senza punti |
| Legenda | Grassetto – Pole position Corsivo – Giro più veloce | Squalificato | Ritirato | Non partito | Non qualificato |             |

 * - Indica i piloti ritirati ma ugualmente classificati avendo coperto, come previsto dal regolamento, almeno il 90% della distanza di gara.

### Classifica squadre
| Pos. | Squadra               | N. | Pilota       | CAT | CAT | CAT | LEC | LEC | LEC | RBR | RBR | RBR | HUN | HUN | HUN | SPA | SPA | SPA | ZAN | ZAN | ZAN | SOC | SOC | SOC | Punti |
| ---- | --------------------- | -- | ------------ | --- | --- | --- | --- | --- | --- | --- | --- | --- | --- | --- | --- | --- | --- | --- | --- | --- | --- | --- | --- | --- | ----- |
| 1    | Trident               | 4  | Doohan       | 17  | 8   | 2   | 7   | 5   | 1   | 3   | 7   | 27  | 9   | 13  | 3   | 12  | 1   | 1   | 6   | 18  | 4   | 15  | C   | 1   | 381   |
| 1    | Trident               | 5  | Novalak      | 2   | 4   | 6   | 5   | 6   | 5   | Rit | 13  | Rit | 4   | 8   | 5   | 7   | 5   | 5   | 11  | 2   | 2   | 4   | C   | 3   | 381   |
| 1    | Trident               | 6  | Schumacher   | 11  | Rit | 12  | 16  | 11  | 27  | 12  | 1   | 11  | 8   | 6   | 4   | 11  | 2   | 9   | 14  | 5   | Rit | 14  | C   | 15  | 381   |
| 2    | Prema Racing          | 1  | Hauger       | 8   | 25  | 1   | 9   | 2   | 2   | 1   | 3   | 2   | 5   | 5   | 1   | 14  | 9   | 8   | 7   | Rit | 1   | 2   | C   | 24  | 375   |
| 2    | Prema Racing          | 2  | Leclerc      | 28  | 24  | 13  | 12  | 1   | 13  | Rit | 6   | Rit | 13  | 11  | 2   | 13  | 10  | 10  | 1   | 7   | 9   | 7   | C   | 7   | 375   |
| 2    | Prema Racing          | 3  | Caldwell     | 6   | 1   | 4   | 10  | 4   | Rit | 2   | 9   | 3   | 2   | 29  | 8   | 16  | 15  | 11  | 10  | 6   | 14  | 17  | C   | 10  | 375   |
| 3    | ART Grand Prix        | 7  | Vesti        | 7   | 3   | 7   | 15  | 10  | 6   | 7   | 2   | 1   | Rit | 16  | 7   | 4   | 6   | 6   | 9   | 3   | 8   | 8   | C   | 2   | 256   |
| 3    | ART Grand Prix        | 8  | Smoljar      | 1   | Rit | 11  | 1   | 7   | 8   | 14  | 25  | 4   | 6   | 4   | 6   | 10  | 8   | 3   | Rit | 14  | 3   | 22  | C   | 23  | 256   |
| 3    | ART Grand Prix        | 9  | Correa       | 15  | 10  | 14  | 6   | 16  | 9   | 10  | 24  | 14  | 14  | 14  | 14  | 22  | 18  | 21  | 28  | 17  | 27  | 9   | C   | 11  | 256   |
| 4    | MP Motorsport         | 17 | Martins      | 9   | 2   | 8   | 2   | 3   | 4   | 5   | Rit | 24  | 15  | 25  | 27  | 5   | 7   | 2   | 8   | 1   | 10  | 3   | C   | 8   | 224   |
| 4    | MP Motorsport         | 18 | Collet       | 3   | 5   | 5   | 13  | Rit | 3   | 17  | 17  | 7   | 20  | 12  | 16  | 9   | 4   | 4   | 5   | 4   | 5   | 5   | C   | Rit | 224   |
| 4    | MP Motorsport         | 19 | Van der Helm | 21  | 15  | 20  | 29  | 18  | 16  | 13  | Rit | 20  | 21  | 15  | 19  | 23  | 16  | 22  | 21  | 21  | Rit | Rit | C   | 18  | 224   |
| 5    | Charouz Racing System | 29 | Sargeant     | 4   | Rit | 9   | 4   | 12  | Rit | 15  | Rit | 8   | 3   | 9   | 10  | 8   | 3   | 7   | 2   | 10  | 6   | 1   | C   | 4   | 127   |
| 5    | Charouz Racing System | 30 | Fittipaldi   | 12  | Rit | 19  | 21  | 17  | 11  | 4   | 8   | 15  | 12  | 2   | 9   |     |     |     |     |     |     |     |     |     | 127   |
| 5    | Charouz Racing System | 30 | Yeany        |     |     |     |     |     |     |     |     |     |     |     |     | 18  | 26  | Rit | Rit | 23  | 22  |     |     |     | 127   |
| 5    | Charouz Racing System | 30 | Simmons      |     |     |     |     |     |     |     |     |     |     |     |     |     |     |     |     |     |     | 24  | C   | 21  | 127   |
| 5    | Charouz Racing System | 31 | De Gerus     | 20  | 13  | 23  | 19  | 25  | 21  | 20  | 23  | 17  | 24  | 18  | 20  |     |     |     |     |     |     |     |     |     | 127   |
| 5    | Charouz Racing System | 31 | Chovanek     |     |     |     |     |     |     |     |     |     |     |     |     | 26  | 23  | 24  | 26  | 20  | 23  | 26  | C   | 20  | 127   |
| 6    | Hitech Grand Prix     | 10 | Crawford     | 13  | 9   | 18  | 11  | 14  | 10  | 8   | Rit | 26  | 26  | 20  | 15  | 2   | 12  | 12  | 4   | 8   | 7   | 11  | C   | 5   | 126   |
| 6    | Hitech Grand Prix     | 11 | Iwasa        | 14  | 7   | 15  | 8   | 9   | 7   | DSQ | 14  | 6   | 1   | 10  | 12  | 15  | 11  | 13  | 3   | Rit | 11  | 10  | C   | 9   | 126   |
| 6    | Hitech Grand Prix     | 12 | Staněk       | 16  | 12  | 10  | 26  | 19  | 15  | 11  | 4   | 12  | 11  | 3   | 23  | 3   | 13  | 15  | 27  | 15  | 13  | 13  | C   | 26  | 126   |
| 7    | HWA Racelab           | 14 | Nannini      | 10  | Rit | 3   | 22  | 13  | 20  | 23  | 12  | 5   | 10  | 1   | 25  | 19  | Rit | 26  | 17  | 9   | 28  | 16  | C   | 17  | 44    |
| 7    | HWA Racelab           | 15 | Rasmussen    | Rit | 19  | 17  | 17  | 21  | 22  | 26  | 16  | 22  | 18  | 28  | 20  | 20  | 21  | 17  | 18  | 12  | 26  | Rit | C   | 25  | 44    |
| 7    | HWA Racelab           | 16 | Villagómez   | 19  | 18  | 28  | 25  | 27  | 23  | 21  | 18  | 19  | 23  | 21  | 24  | 27  | 24  | Rit | 22  | 13  | 25  | 20  | C   | Rit | 44    |
| 8    | Campos Racing         | 20 | Tóth         | 27  | 23  | 26  |     |     |     | 19  | 21  | 21  | 27  | 23  | Rit | 25  | 22  | 23  | 25  | 16  | 24  | Rit | C   | 22  | 32    |
| 8    | Campos Racing         | 20 | Chovet       |     |     |     | 18  | 15  | 28  |     |     |     |     |     |     |     |     |     |     |     |     |     |     |     | 32    |
| 8    | Campos Racing         | 21 | Colombo      | 23  | 22  | 29  | 14  | 20  | 19  | 25  | 19  | 13  | 7   | 7   | 11  | 1   | 14  | 14  | 13  | Rit | 17  | 6   | C   | Rit | 32    |
| 8    | Campos Racing         | 22 | Cordeel      | 26  | 16  | 25  | 27  | 24  | 25  | 22  | 11  | 18  | 19  | Rit | 26  | 17  | Rit | Rit | 23  | Rit | 12  | 21  | C   | 16  | 32    |
| 9    | Jenzer Motorsport     |    |              |     |     |     |     |     |     |     |     |     |     |     |     |     |     |     |     |     |     |     |     |     |       |
| 9    | Jenzer Motorsport     | 26 | Williams     | 18  | 11  | 21  | 3   | 8   | 12  | 16  | 18  | 9   | 17  | 24  | 11  | 24  | Rit | 18  | 16  | 22  | 18  | 19  | C   | 12  | 29    |
| 9    | Jenzer Motorsport     | 27 | Chovet       | 24  | 14  | 24  |     |     |     |     |     |     |     |     |     |     |     |     |     |     |     |     |     |     | 29    |
| 9    | Jenzer Motorsport     | 27 | Hoggard      |     |     |     | Rit | 26  | 18  | 18  | 10  | 25  | 22  | 22  | 18  | 6   | 25  | 16  | Rit | 19  | 18  | 12  | C   | 6   | 29    |
| 9    | Jenzer Motorsport     | 28 | Ugran        | 25  | 21  | 27  | 23  | 28  | 26  | 24  | 22  | 23  | 25  | 19  | 22  | Rit | 19  | 25  | 15  | 28  | 19  | 25  | C   | 19  | 29    |
| 10   | Carlin Buzz Racing    | 23 | Cohen        | 29  | 20  | 22  | 24  | Rit | 24  | Rit | 20  | 16  | Rit | 27  | Rit | Rit | 20  | 20  | 12  | Rit | 16  | 27  | C   | Rit | 25    |
| 10   | Carlin Buzz Racing    | 24 | Frederick    | 22  | 17  | 30  | 24  | 22  | 17  | 9   | Rit | DNS |     |     |     |     |     |     | 20  | 11  | 21  | 23  | C   | 13  | 25    |
| 10   | Carlin Buzz Racing    | 24 | Hughes       |     |     |     |     |     |     |     |     |     | 16  | 17  | 13  |     |     |     |     |     |     |     |     |     | 25    |
| 10   | Carlin Buzz Racing    | 25 | Edgar        | 5   | 6   | 16  | 28  | 23  | 14  | 6   | 5   | 10  | Rit | 28  | Rit | 21  | 17  | 19  | 19  | 25  | 15  | 18  | C   | 14  | 25    |
| Pos. | Squadra               | N. | Pilota       | CAT | CAT | CAT | LEC | LEC | LEC | RBR | RBR | RBR | HUN | HUN | HUN | SPA | SPA | SPA | ZAN | ZAN | ZAN | SOC | SOC | SOC | Punti |

| Legenda | Grassetto – Pole position Corsivo – Giro più veloce | 1º posto     | 2º posto | 3º posto    | A punti         | Senza punti |
| Legenda | Grassetto – Pole position Corsivo – Giro più veloce | Squalificato | Ritirato | Non partito | Non qualificato |             |

 * - Indica i piloti ritirati ma ugualmente classificati avendo coperto, come previsto dal regolamento, almeno il 90% della distanza di gara.